# Konfuz
Konfuz (настоящее имя Михаил Арманович Маргарян, арм. Միքայել Արմանի Մարգարյան; род. 29 июня 2003, Ванадзор, Армения) — российский и армянский поп- и рэп-исполнитель, автор песен.

## Биография
Родился 29 июня 2003 года в городе Ванадзор (Лорийская область, Армения). Когда Михаилу исполнился один год, он вместе с семьей переехал в Москву.
В возрасте с 6 до 15 лет профессионально занимался футболом. В 15 лет переехал в Испанию, где прожил полгода и играл в юношеской команде Барселоны.В 14 лет получил первый Кожаный Мяч, но в 15 лет получил травму мениска левого колена, и был вынужден завершить карьеру так и не дебютировав в профессиональном спорте.
В детстве обучался игре на музыкальных инструментах. Тогда же начал писать первые песни.
С 2020 года получает образование в Финансовом университете при правительстве РФ.
В январе 2020 года в возрасте 16 лет выпустил первый трек под названием «Ути путишка», который получил сразу две платины, набрал более 40 млн прослушиваний. Он достиг 25 позиции в чартах крупнейших стриминговых площадок. Позже вышли песни «Милая малая», «Ламбо», «Ранила меня».
В марте 2020 года KONFUZ выпустил трек «Кайф ты поймала». Он собрал более 200 млн прослушиваний, 10 платиновых наград, более 92 млн просмотров на YouTube; под песню было снято более 1,1 млн видео в TikTok. В 2021 году во ВКонтакте песня получила награду-кнопку «Саундтрек самоизоляции». Трек стал лидером по прослушиванию в сети во время карантина.
В октябре 2020 года был выпущен трек «Ламбо», который собрал 17 млн прослушиваний и одну платину.
В декабре 2020 года вышел трек «Ранила меня», собравший более 120 млн прослушиваний и 9,4 млн просмотров на YouTube.
В 2021 году вышел клип на песню «Ратата». Количество его просмотров на YouTube превысило 82 млн. В TikTok было выложено более 8 миллионов видео под эту песню. По итогам 2021 года песня стала третьей по популярности в TikTok, а также вошла в топ-30 треков «VK Музыка».
В 2021 году выпустил сингл «Пропал интерес», который достиг 2 места в чарте VK Музыки.
30 сентября 2022 года вышел трек «Вайб ты поймала», достигший 3 места в чарте VK Музыки.
14 апреля 2023 года выпустил дебютный альбом «Диктофон и заметки», в который вошли 8 песен.
1 сентября 2023 года совместно с The Limba выпустил сингл «Ты и Я».
28 февраля 2024 года выпустил мини-альбом «Love Airlines» с участием Alisha, Жак-Энтони и Джигана.
Также в 2024 году выпустил синглы «Спонсор твоей улыбки» и «Италия», которые заняли высокие позиции в топ-чартах стриминговых сервисов. Клип на песню «Италия» набрал более 10 млн просмотров на YouTube.
8 июня 2024 года участвовал в фестивале VK Fest, а 8 декабря — в фестивале «Новая Песня года».

## Дискография

### Студийные альбомы
| Год  | Название             |
| ---- | -------------------- |
| 2023 | «Диктофон и заметки» |

### Мини-альбомы
| Год  | Название        |
| ---- | --------------- |
| 2024 | «Love Airlines» |

### Синглы

#### В качестве ведущего исполнителя
| Год  | Название                                            | Альбом               |
| ---- | --------------------------------------------------- | -------------------- |
| 2020 | «Ути путишка»                                       | Внеальбомные синглы  |
| 2020 | «Милая малая»                                       | Внеальбомные синглы  |
| 2020 | «Кайф ты поймала»                                   | Внеальбомные синглы  |
| 2020 | «Няшка»                                             | Внеальбомные синглы  |
| 2020 | «LOVA LOVA» (совместно с RIPSI)                     | Внеальбомные синглы  |
| 2020 | «Море волнуется раз»                                | Внеальбомные синглы  |
| 2020 | «Ламбо»                                             | Внеальбомные синглы  |
| 2020 | «Ранила меня»                                       | Внеальбомные синглы  |
| 2021 | «Ратата»                                            | Внеальбомные синглы  |
| 2021 | «Война»                                             | Внеальбомные синглы  |
| 2021 | «Не поверю (OST „Проклятый чиновник“)»              | Внеальбомные синглы  |
| 2021 | «Касаюсь»                                           | Внеальбомные синглы  |
| 2021 | «Очень-очень»                                       | Внеальбомные синглы  |
| 2021 | «Капкан (Волшебная Ариэль)» (совместно с Mia Boyka) | Внеальбомные синглы  |
| 2021 | «Миллионы причин»                                   | Внеальбомные синглы  |
| 2021 | «Пропал интерес»                                    | Внеальбомные синглы  |
| 2022 | «Сказка»                                            | Внеальбомные синглы  |
| 2022 | «Кома»                                              | Внеальбомные синглы  |
| 2022 | «Автопилот»                                         | Внеальбомные синглы  |
| 2022 | «Извини»                                            | Внеальбомные синглы  |
| 2022 | «Вайб ты поймала»                                   | Внеальбомные синглы  |
| 2022 | «Скучаю»                                            | Внеальбомные синглы  |
| 2023 | «Выше»                                              | «Диктофон и заметки» |
| 2023 | «Чувства»                                           | Внеальбомные синглы  |
| 2023 | «Yerevani sirun axjik»                              | Внеальбомные синглы  |
| 2023 | «Ты и я»                                            | Внеальбомные синглы  |
| 2023 | «Ой ой»                                             | Внеальбомные синглы  |
| 2023 | «Отпускаю»                                          | Внеальбомные синглы  |
| 2024 | «Спонсор твоей улыбки»                              | Внеальбомные синглы  |
| 2024 | «Она Искусство»                                     | Внеальбомные синглы  |
| 2024 | «Италия»                                            | Внеальбомные синглы  |
| 2024 | «Манера» (feat. Wallem)                             | Внеальбомные синглы  |
| 2024 | «Грация»                                            | Внеальбомные синглы  |
| 2024 | «На миллион» (feat. Акулич)                         | Внеальбомные синглы  |
| 2025 | «Холода» «BINGO» «Ракурс» «Тост»                    |                      |

#### В качестве приглашённого исполнителя
| Название                                             | Год  | Альбом              |
| ---------------------------------------------------- | ---- | ------------------- |
| «Не смотри» (escape совместно с Konfuz)              | 2021 | Внеальбомные синглы |
| «Аккорды» (Rakhim совместно с Konfuz)                | 2022 | Внеальбомные синглы |
| «Вопросы» (OWEEK совместно с Konfuz)                 | 2022 | «Модные движения»   |
| «Yerevani sirun axjik» (Siris совместно с Konfuz)    | 2023 | Внеальбомные синглы |
| «Ты и Я» (The Limba совместно с Konfuz)              | 2023 | Внеальбомные синглы |
| «По всем клубам» (Молодой Платон совместно с Konfuz) | 2023 | Внеальбомные синглы |
| «Много раз» (Jabo совместно с Konfuz)                | 2023 | Why Always Me?      |
| «Вали» (Dj Smash совместно с Konfuz)                 | 2024 | Miu Miu             |

## Клипы
| Год  | Название                    |
| ---- | --------------------------- |
| 2020 | «Кайф ты поймала»           |
| 2021 | «Ранила меня»               |
| 2021 | «Ратата»                    |
| 2021 | «Война»                     |
| 2021 | «Не смотри»                 |
| 2021 | «Касаюсь»                   |
| 2021 | «Капкан (Волшебная Ариэль)» |
| 2021 | «Пропал интерес»            |
| 2022 | «Вайб ты поймала»           |
| 2023 | «Тише»                      |
| 2023 | «Выше»                      |
| 2024 | «Манера»                    |
| 2024 | «Италия»                    |

## Награды
| Год  | Премия                              | Категория                             | Результат |
| ---- | ----------------------------------- | ------------------------------------- | --------- |
| 2021 | Премия Bloggers & Kids Music Awards | «Дуэт года» (с Mia Boyka)             | Победа    |
| 2022 | Премия RU.TV                        | «Лучший кавер» («Не смотри» с Escape) | Победа    |
| 2023 | Премия RU.TV                        | «Лучший кавер» («Выше»)               | Победа    |